# پنجره اتاق خواب
پنجره اتاق خواب (انگلیسی: The Bedroom Window) فیلمی در ژانر جنایی به کارگردانی کرتیس هنسن است که در سال ۱۹۸۷ منتشر شد.

## خلاصه فیلم
تری با همسر رئیس خود سیلویا رابطه پنهانی دارد. شبی پس از یک مهمانی در حالی‌که آن‌ها با هم هستند، سیلویا از پنجره خانه تری شاهد حمله‌ای به دنیس می شود. او که نمی‌خواهد رابطه خود را فاش کند، برای صحبت کردن با پلیس بی‌میل است، اما تری قصد کمک دارد و...

## بازیگران
- استیو گوتنبرگ در نقش تری لامبرت
- الیزابت مک‌گاورن در نقش دنیس
- ایزابل هوپر در نقش سیلویا
- پل شنار در نقش کالین